# История почты и почтовых марок Мартиники
История почты и почтовых марок Мартиники охватывает развитие почтовой связи на Мартинике, острове в Вест-Индии, в восточной части Карибского бассейна, и заморском регионе Франции с административным центром в Фор-де-Франсе, который до 1946 года включительно был французской колонией. С 1886 по 1946 год здесь выпускались собственные почтовые марки.

## Развитие почты
История почты на территории Мартиники первоначально связана с периодом колониальной зависимости от Франции. Почтовая связь появилась на острове 4 марта 1766 года, когда французами были основаны четыре почтовых отделения: в Сен-Пьере, Фор-де-Франсе, Ла-Трините и Ле-Марене.
Первое использование резинового почтового штемпеля известно с 1816 года, а календарного штемпеля — с 1832 года.
С 1851 года в почтовых отделениях Мартиники использовались почтовые марки Франции. С 1859 года в почтовом обращении там появились универсальные выпуски колоний Франции. В последнем случае применялся почтовый штемпель в форме ромба из точек с обозначением в центре буквенного сокращения «MQE» (от фр. «Martinique» — «Мартиника»).
В 1865 году главным портом захода судов французской линии «A» («Ligne A») на маршруте между Сен-Назером и Панамой был Фор-де-Франс.
После 1 января 1947 года, когда Мартиника стала заморским департаментом Франции, в обращении там находятся французские почтовые марки.
В современных условиях за почтовое обслуживание в заморском департаменте ответственна общенациональная французская компания La Poste.

## Выпуски почтовых марок

### Первые марки
Первые почтовые марки Мартиники были выпущены 18 июля 1886 года. Они представляли собой надпечатки названия острова «Martinique» («Мартиника») и нового номинала на марках для французских колоний типа Торговля (Альфэ Дюбуа)[≡].

### Последующие эмиссии
Между 1886 и 1892 годами продолжали поступать в обращение марки с французскими надпечатками названия острова и нового номинала.
В 1892 и 1899 годах вышла серия оригинальных стандартных марок, а именно марок колониального типа с общим для французских марок того периода рисунком типа Мореплавание и торговля и названием колонии: «Martinique» («Мартиника»):

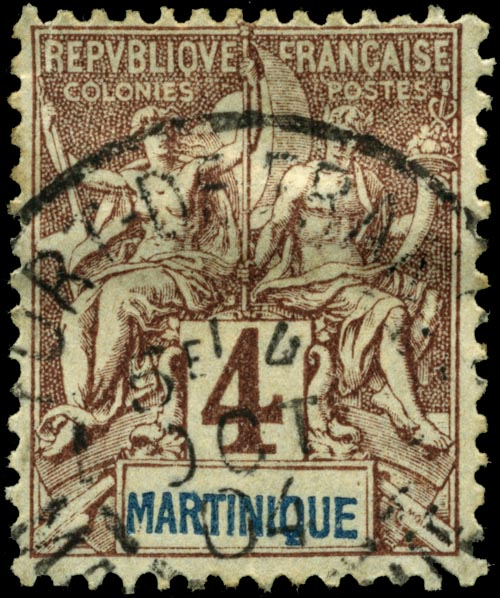
1892: 4 сантима (Mi #28; Yt #33)
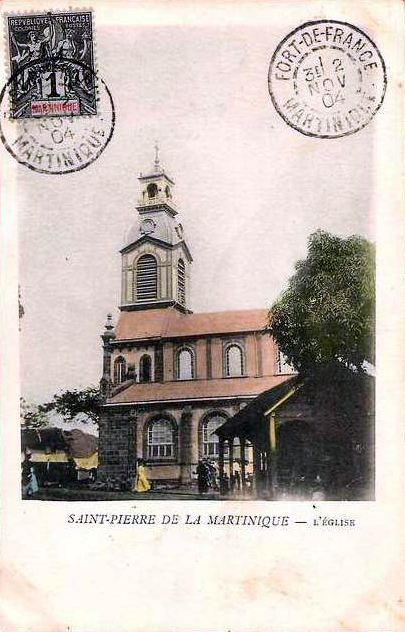
1892: 1 сантим (Mi #26; Yt #31). На открытке: церковь святого Стефана[фр.], Сен-Пьер
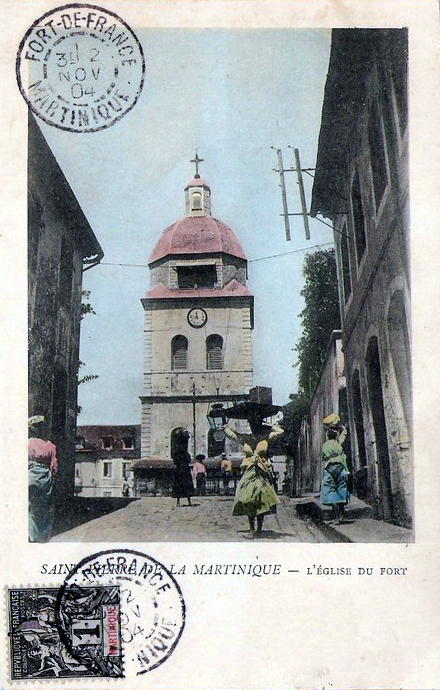
То же: церковь в Форте[фр.], Сен-Пьер

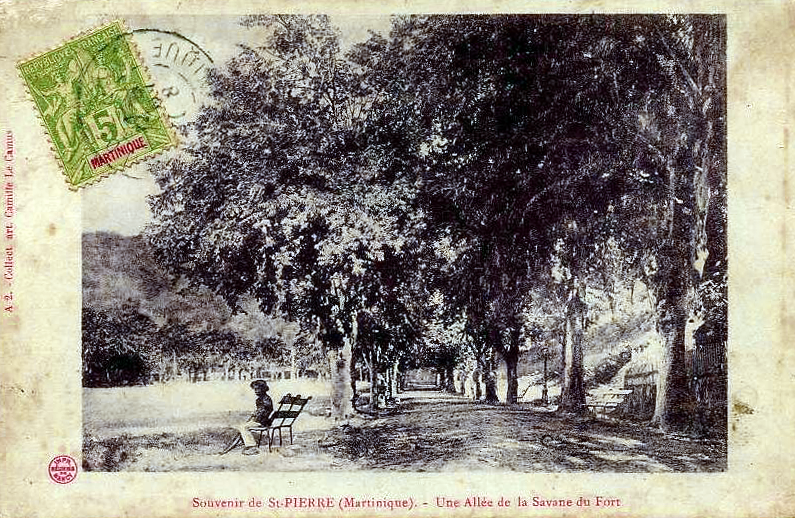
1899: 5 сантимов (Mi #39; Yt #44). На открытке: набережная Саванна Форта[фр.], Сен-Пьер
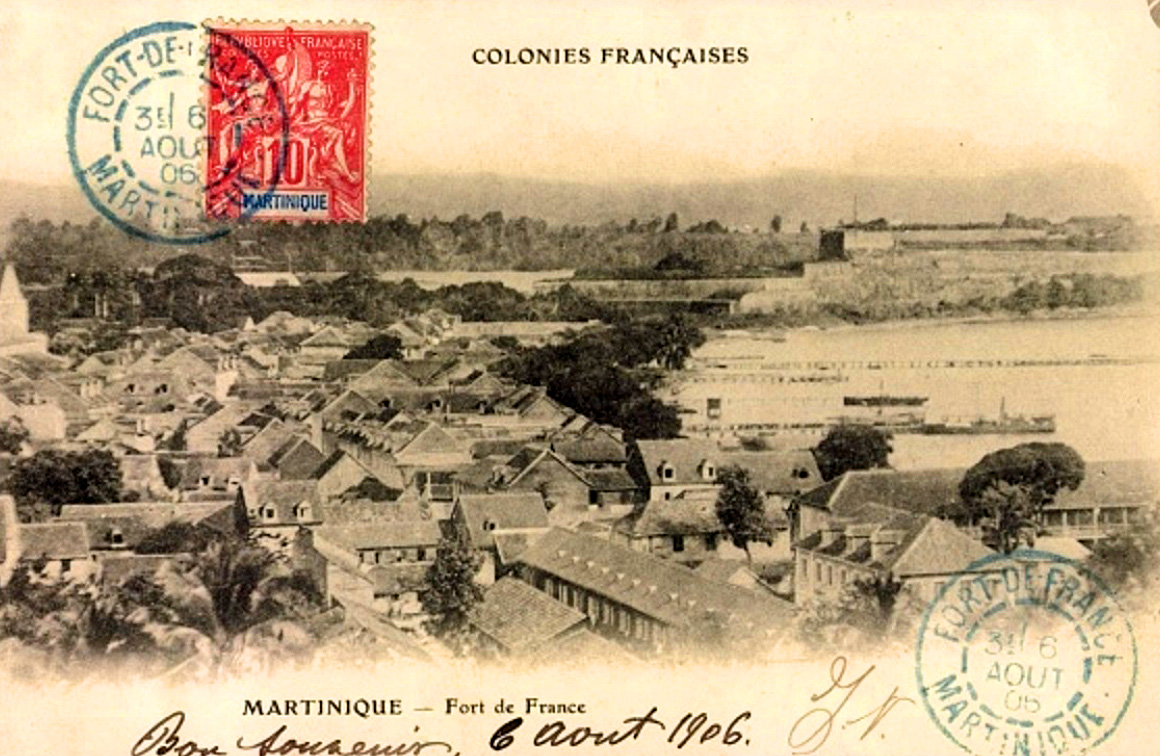
1899: 10 сантимов (Mi #40; Yt #45). На открытке: общий вид города Фор-де-Франс

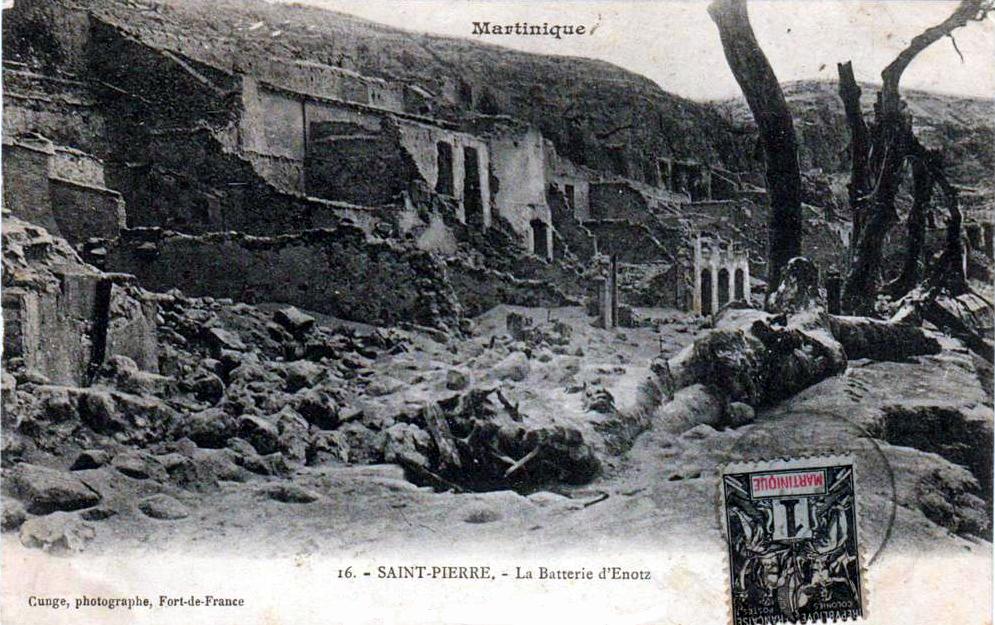
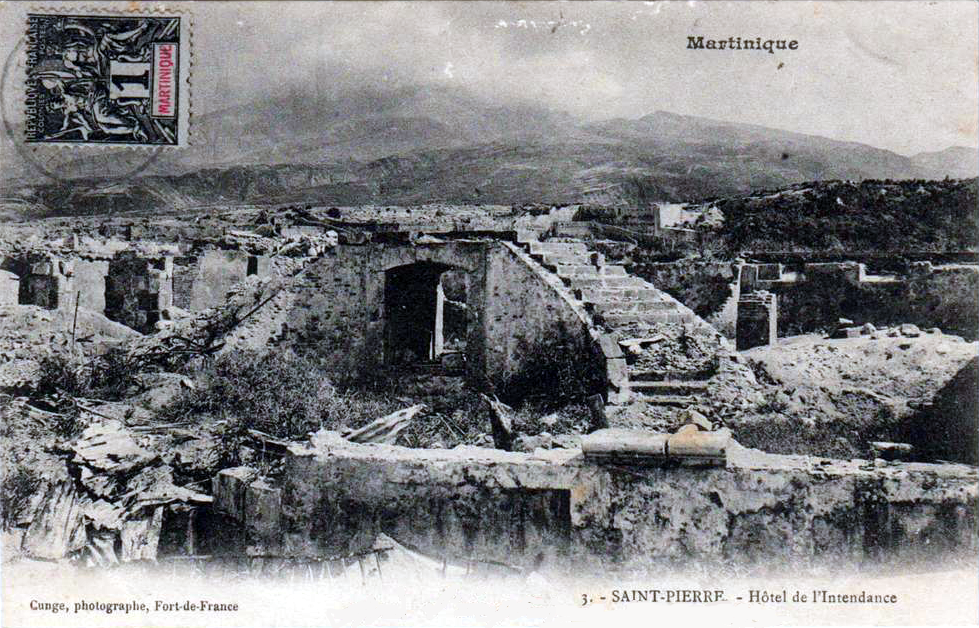
1892: 1 сантим (Mi #26; Yt #31)
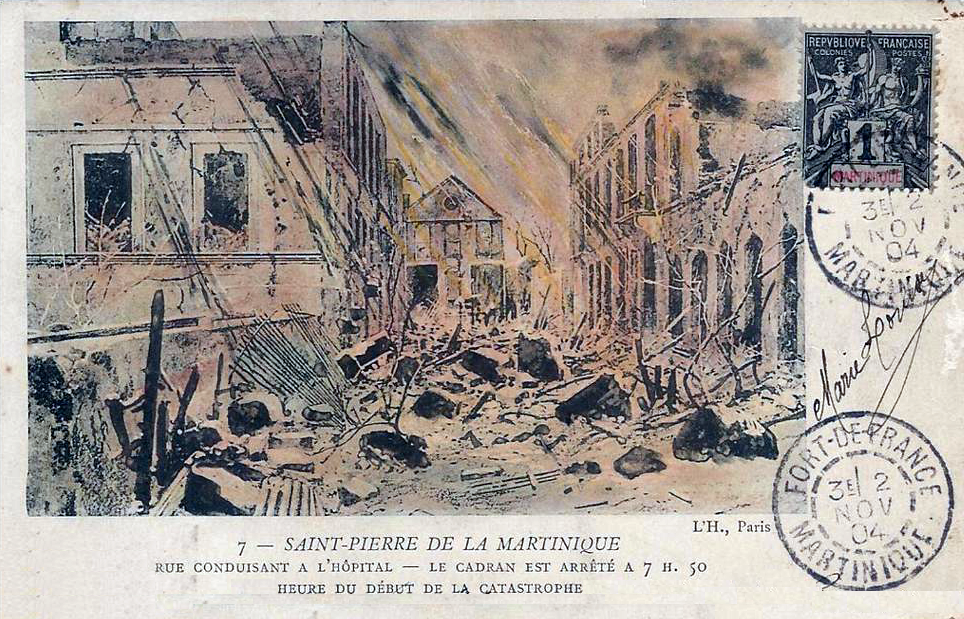
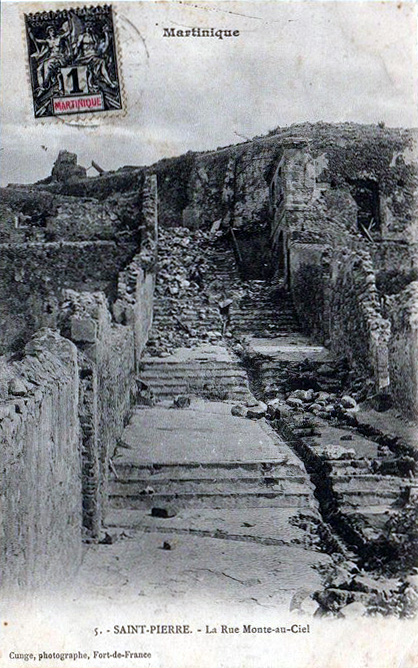

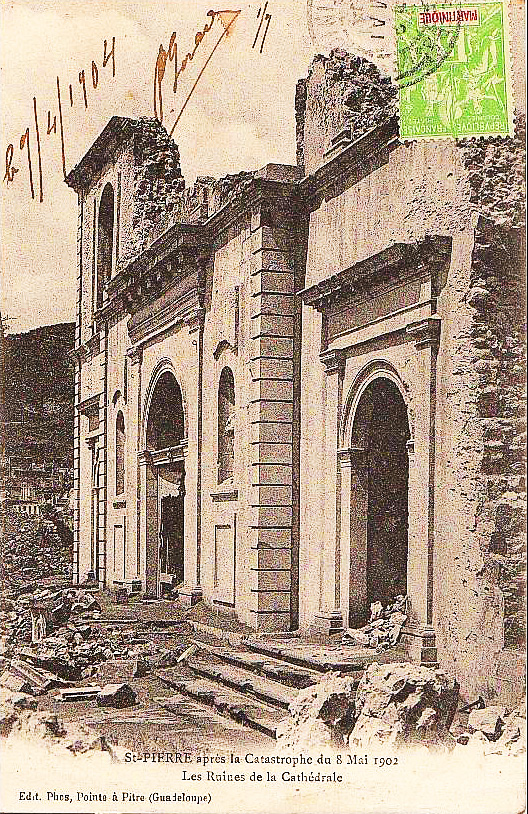
1899: 5 сантимов (Mi #39; Yt #44)

В классический период свет увидели несколько больших серий с местными сюжетами. В частности, с 1908 года стали издаваться марки с оригинальными рисунками, которые были подготовлены непосредственно для Мартиники:

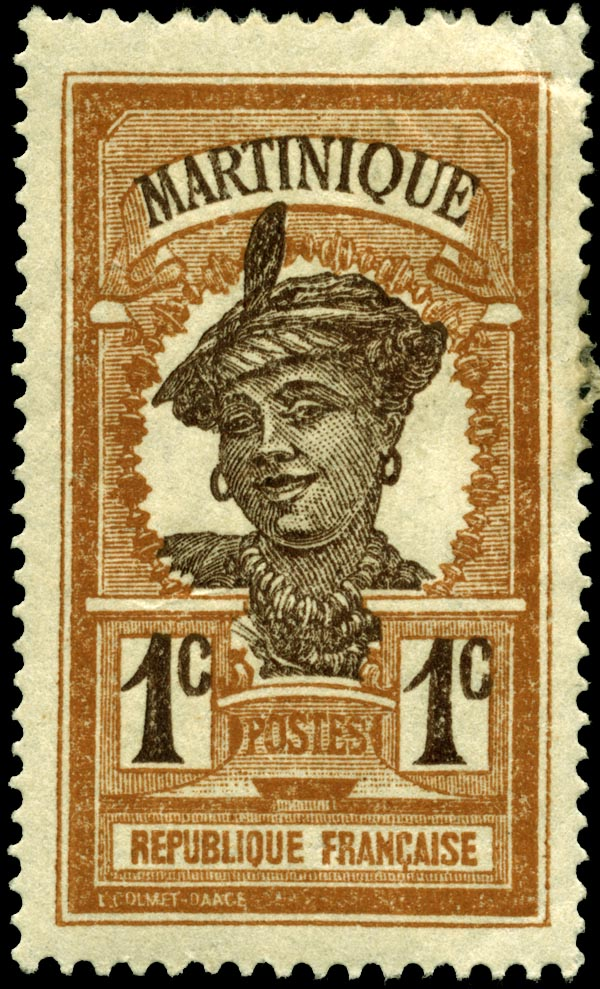
1 сантим (Mi #56; Yt #61)[^]
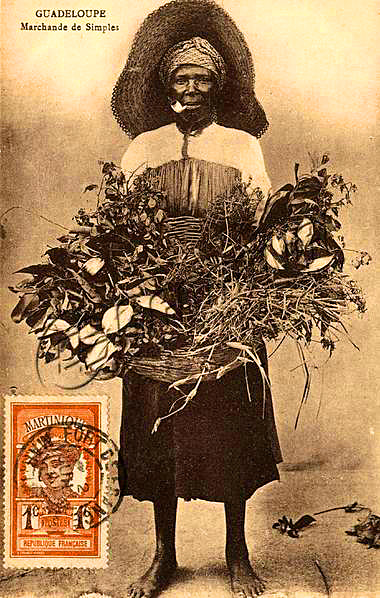
То же. На открытке: торговка лекарственными травами с Гваделупы
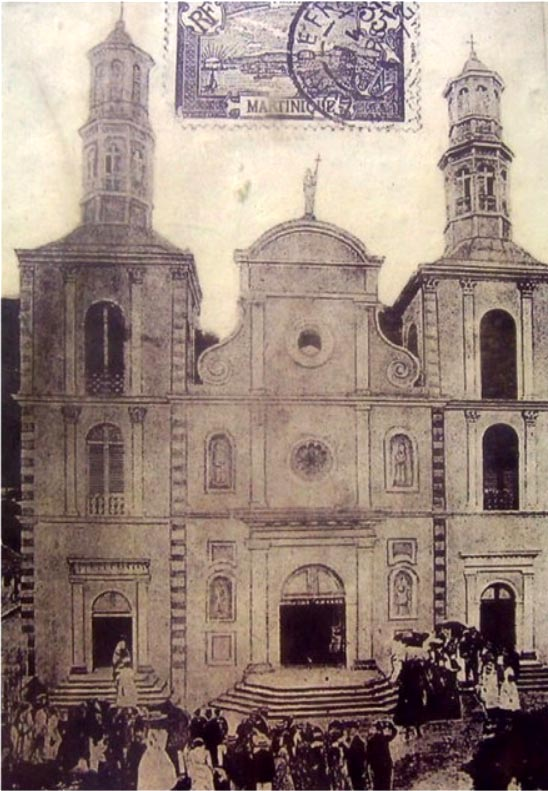
35 сантимов (Mi #65; Yt #70). На открытке: Собор Вознесения Девы Марии (Сен-Пьер)[фр.]

Первые памятные марки появились в 1931 году, а первый почтовый блок — в 1937 году.
Мартиника также участвовала в издании нескольких «больших серий» («grands séries»), или омнибусных выпусков, для французских колоний.
В 1941 году правительство Виши во Франции подготовило почтовые марки для хождения на Мартинике, но они так и не поступили в почтовое обращение и поэтому известны в настоящее время только в негашёном виде. Последние марки этой французской колонии были выпущены в 1947 году в виде стандартной серии.
Всего за период с 1886 года по 1947 год для Мартиники были эмитированы 257 почтовых марок и один почтовый блок. На оригинальных марках присутствовали следующие надписи: «République française», «RF» («Французская Республика»); «Colonies. Postes» («Колонии. Почта»); «Martinique» («Мартиника»); «Postes» («Почта»); «Poste française» («Французская почта»).

## Другие виды почтовых марок

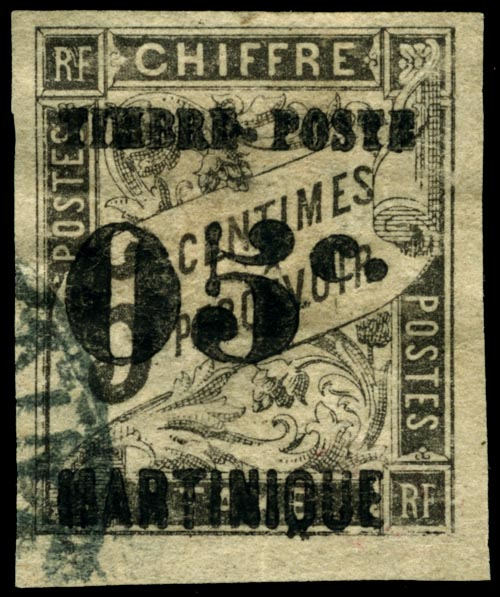
Доплатная марка Мартиники в виде надпечатки на доплатной марке Франции (1892)

### Авиапочтовые
Авиапочтовые марки впервые увидели свет на Мартинике в 1942 году, при этом они были одновременно почтово-благотворительными. В 1945 году вышли «полноценные» авиапочтовые марки, в рамках стандартной серии, выпущенной незадолго до получения статуса департамента.

### Доплатные
Известны эмиссии доплатных марок Мартиники, последние из которых вышли накануне обретения статуса департамента и в рамках стандартной серии. В общей сложности было выпущено 36 подобных марок, на которых имеется надпись «Timbre-taxe» («Доплатная марка»).

### Посылочные
На острове также издавались посылочные марки.

### Почтово-благотворительные
Первый выпуск почтово-благотворительных марок состоялся в 1915 году.

## Британская оккупация
В период оккупации Мартиники Великобританией в 1809—1815 годах там работало британское почтовое отделение.

## В культуре
Почтовая миниатюра французской Мартиники с портретом островитянки из серии 1908 года[≡] (Mi #57; Yt #62) (Sc #63) и номиналом в 2 сантима, скорее всего, вдохновила Гарри Уоррена, Эла Дубина и Джонни Мерсера сочинить популярную песню «Леди на двухцентовой марке» (англ. «Lady on the Two Cent Stamp»). В исполнении Джона Пейна, а также Джерри Колонны, Джонни «Скэта» Дэвиса, Рея Мейера (Ray Mayer), Джо Венути и студийного хора этот музыкальный номер прозвучал в американской чёрно-белой музыкальной кинокомедии «Сад Луны» (1938).